# Mengla
Mengla är ett härad i Xishuangbanna, en autonom prefektur för daifolket i Yunnan-provinsen i sydvästra Kina. 